# Marco Valério Messala Corvino
Marco Valério Messala Corvino (64 a.C.–8 d.C.; em latim: Marcus Valerius Messalla Corvinus) foi um político gente Valéria da República Romana nomeado cônsul em 31 a.C. com Otaviano. No oriente, Marco Antônio também ostentava o título de cônsul. Foi um escritor e patrocinador da literatura romana e ficou conhecido por ser o criador do chamado "Círculo de Messala".
É comum para alguns historiadores fazer referência a Corvino e lhe atribuírem um triunfo contra os aquitanos, a vitória em Messana e o epíteto de "Corvino" quando, na verdade, estas são referências a três diferentes gerações de pessoas com este nome: Marco Valério Corvo, nascido em 370 a.C., Mânio Valério Máximo Corvino Messala, cônsul em 263 a.C., e este Marco Valério Messala, nascido em 64 a.C.. Como e onde o nome foi mudado de "Corvo" para "Corvino" é incerta. Para aumentar a confusão, Mânio é, por vezes, chamado de "Marco".

## Carreira

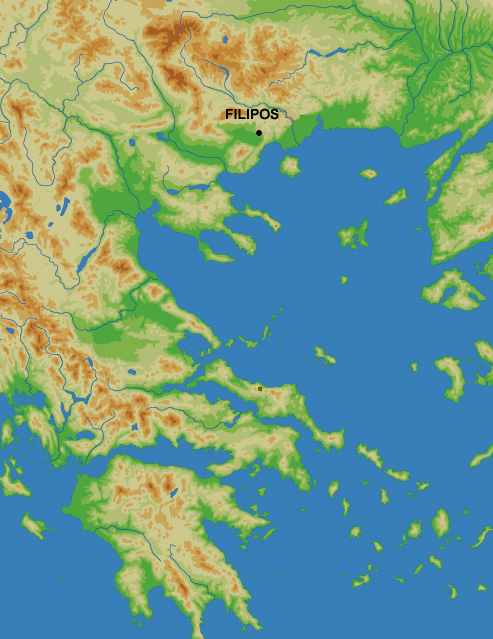
Local da decisiva Batalha de Filipos (42 a.C), que encerrou a Guerra Civil dos Libertadores.

Corvino foi educado parcialmente em Atenas  juntamente com Horácio e o jovem Cícero. No início de sua vida, era fascinado pelos princípios da República Romana, que ele jamais abandonou, embora, mais tarde, ele próprio tenha feito o possível para não ofender Augusto ao não mencioná-los mais de forma aberta.
No intervalo entre o assassinato de Júlio César e a formação do Segundo Triunvirato, Messala voltou à Itália. Juntou-se ao partido senatorial e aproximou-se especialmente de seu líder, Caio Cássio Longino, a quem, depois, já convertido em amigo de Augusto, se referia como "meu general". Foi proscrito em 43 a.C., mas, como seus parentes conseguiram provar que ele não estava em Roma na data do assassinato, os triúnviros, por conta da riqueza e da influência de Messala, apagaram seu nome da lista de proscritos e lhe ofereceram proteção pessoal e para seus bens. Corvino, porém, rechaçou as ofertas e se juntou a Marco Júnio Bruto e Caio Cássio Longino na Ásia e recebeu o terceiro posto mais alto do exército republicano e, na Batalha de Filipos (42 a.C.), nos combates do primeiro dia, Corvino atacou o flanco de Augusto e conseguiu invadir seu acampamento, chegando muito perto de conseguir aprisioná-lo. Depois da morte de Bruto e Cássio, Messala, com um grande número de fugitivos, seguiu para a ilha de Tasos. Os republicanos, ainda que derrotados, não estavam desorganizados e lhe ofereceram o comando das forças remanescentes. Porém, ele foi convencido a aceitar as condições, bastante honradas, oferecidas por Marco Antônio, de quem se tornou aliado.
Em 40 a.C., Corvino foi eleito pretor sufecto depois que todos os pretores eleitos anteriormente foram destituídos de seus cargos após o Tratado de Brundísio entre Otaviano, Marco Antônio e Lépido. No final do mesmo ano, ele e um colega, Lúcio Semprônio Atratino, convocaram o Senado para prestar homenagens a Herodes, o Grande, que recebeu o título de rei da Judeia.
Quando Messala se deu conta da influência que Cleópatra exercia sobre Antônio, resolveu, pela terceira vez, trocar de lado e juntar-se à facção de Otaviano. Em 36 a.C., Corvino serviu na guerra contra Sexto Pompeu comandando a frota na ausência de Marco Vipsânio Agripa. Corvino, partindo de Libo, levou três legiões até a frota de Tito Estacílio Tauro, uma preparação para a invasão da Sicília. Corvino permaneceu na Itália e deu proteção a Otaviano depois da derrota na Batalha de Tauromênio. Depois da derrota de Sexto Pompeu, foi nomeado áugure. Em 34 a.C., segundo Dião Cássio, participou de uma campanha contra os salassos, uma tribo alpina em revolta, mas, na realidade, o responsável por este ato foi o cônsul em 30 a.C., Caio Antíscio Veto.

### Consulado (31 a.C.) e anos finais
Na Batalha de Ácio, Corvino comandou o centro da frota de Otaviano e se destacou. Depois da derrota, Antônio acompanhou Otaviano até o oriente. Em Dafne, na Síria, Corvino revelou sua falta de escrúpulos ao dispersar as guarnições e gladiadores de Antônio, que aniquilou, mesmo depois de ter garantido que lhes pouparia a vida e liberdade. Depois do consulado, foi procônsul da Gália Aquitânia entre 28 e 27 a.C., garantindo um triunfo depois de aplacar uma revolta dos aquitanos.
Pouco antes ou imediatamente depois de seu mandato na Aquitânia, Corvino foi prefeito da Ásia Menor, nomeado pelo Senado, provavelmente em 30 a.C., para saudar Augusto com o título de "pater patria". O início de seu discurso para a ocasião foi preservado por Suetônio.
Durante os distúrbios nas eleições, em 27 a.C., Augusto nomeou Corvino para o cargo de prefeito de Roma, mas ele renunciou seis dias depois, pois considerava que suas funções eram inconstitucionais. Pode ter sido nesta ocasião que Corvino proferiu sua frase mais famosa, "Estou desgostoso com o poder".

## Família

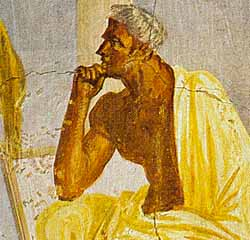
Tíbulo, um dos amigos íntimos de Corvino e membro do chamado "Círculo de Messala".

Era filho de Marco Valério Messala Níger, cônsul em 61 a.C. com sua esposa Pola. Alguns autores disputam esta informação e alegam que outro descendente de Marco Valério Corvo, como Marco Valério Messala Rufo, cônsul em 53 a.C., seria seu pai. Segundo Eusébio de Cesareia, nasceu em 59 a.C., o mesmo ano de nascimento de Lívio. Apesar disto, como Messala já acumulara uma reputação por sua eloquência antes do início da guerra civil posterior à morte de César (43 a.C.), a data de seu nascimento, por volta de 70 a.C., parece ser mais correta.
Corvino casou-se duas vezes. Sua primeira esposa foi Calpúrnia, possivelmente uma filha de Marco Calpúrnio Bíbulo, cônsul em 59 a.C., com quem teve três filhas. A primeira filha, chamada Valéria Messalina, foi casada com o senador romano Tito Estacílio Tauro, filho de Tito Estacílio Tauro, cônsul em 36 e 27 a.C.. A segunda, também chamada Valéria, casou-se com o senador Marco Lólio, um aliado de Augusto. Seu filho mais velho, Marco Valério Messala Messalino, foi cônsul em 3 a.C..
Acredita-se que seu filho mais novo, Marco Aurélio Cota Messalino, cônsul em 20 d.C., tenha nascido de uma segunda esposa, de nome desconhecido, principalmente por causa do intervalo de tempo entre o consulado dos dois filhos. As obras do poeta Ovídio revelam que a segunda esposa de Corvino era uma mulher chamada Aurélia Cota, cuja existência é suportada pelo fato de que o suposto filho dos dois adotou o nome de família (Aurélio Cota) dela.
Valéria, uma parente, talvez sua irmã, casou-se com Quinto Pédio, cônsul em 43 a.C, um primo pelo lado materno do imperador Augusto. Os dois tiveram um único filho, Quinto Pédio Publícola, que foi um grande orador. O filho dele, por sua vez, foi o famoso pintor surdo Quinto Pédio, que foi criado por Corvino, que era seu tio-avô.

## Influência

### Patrocínio e obras
Sua influência sobre a literatura romana, que encorajou especialmente Caio Mecenas, foi considerável e um grupo de expoentes da época que se juntou à sua volta, incluindo Tíbulo, Ligdamo e a poeta Sulpícia, foi chamado de "Círculo de Messala". Corvino era amigo íntimo de Horácio e Tíbulo enquanto Ovídio expressa abertamente sua gratidão como o primeiro a ter notado e encorajado seu trabalho. Os dois panegíricos de autores desconhecidos (um deles incluído entre os poemas de Tíbulo no capítulo IV e o outro, no "Catalepton", a coleção de poemas curtos atribuída a Virgílio) revelam a alta estima devida a ele por seus seguidores.
Corvino foi também o autor de numerosas obras, todas perdidas. Entre elas estavam suas memórias das guerras civis depois da morte de César, utilizadas por Suetônio e Plutarco, poemas bucólicos em grego, traduções de discursos gregos, ocasionais versos e poemas eróticos e ensaios sobre as minúcias da gramática latina. Como orador, era seguidor de Cícero contra a escola Ática, mas seu estilo era afetado e artificial. Críticos posteriores, porém, o consideraram superior a Cícero e Tibério o adotou como modelo. No final da vida, escreveu uma obra sobre as grandes famílias romanas, incorretamente identificada com o poema ainda existente chamado "De progenie Augusti Caesaris", que é atribuído a ele, mas é, na verdade, uma obra do século XII.

### Locais associados a Corvino

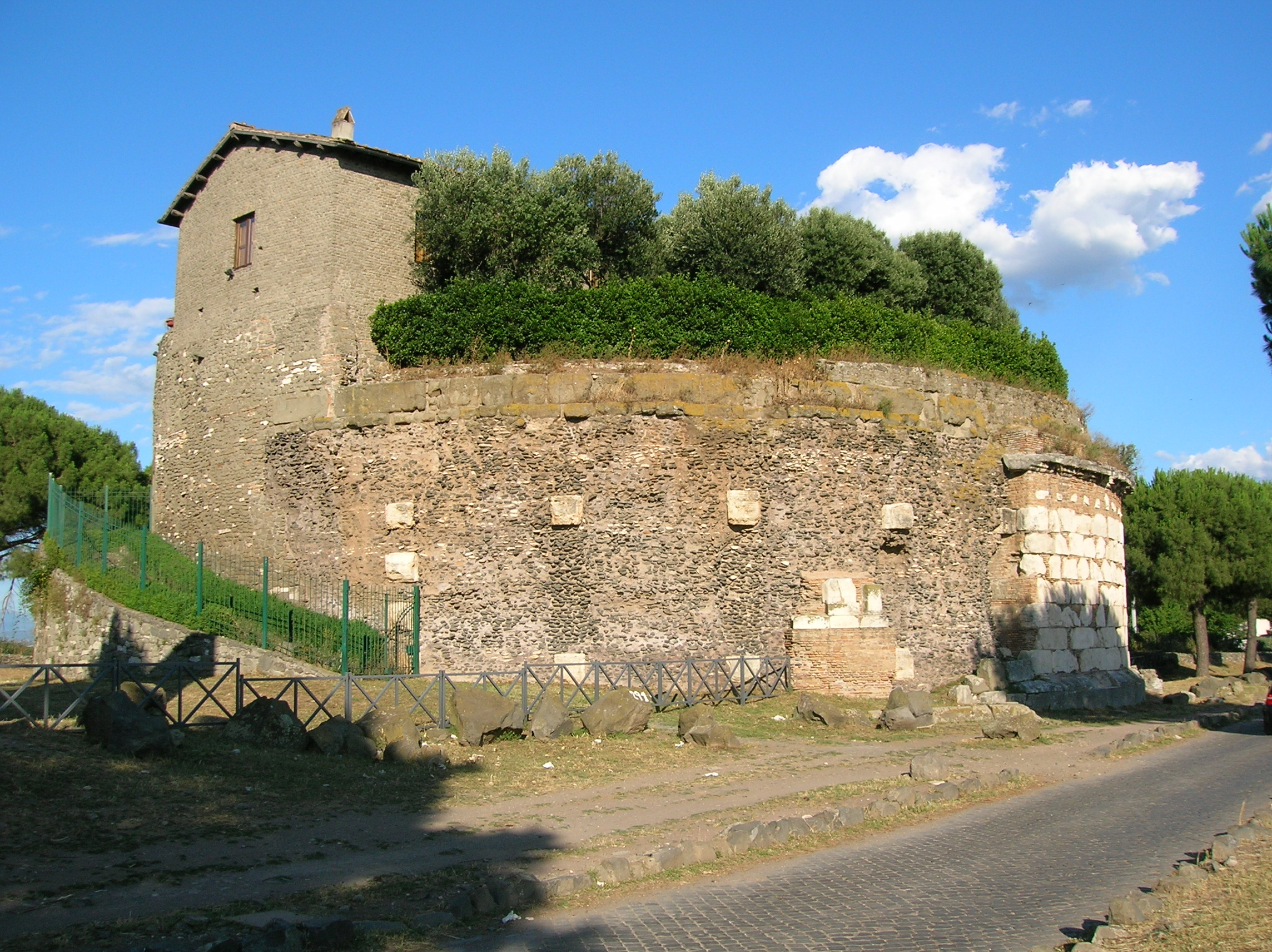
Casal Rotondo, na via Ápia, o túmulo tradicional de Corvino.

Corvino tinha uma casa no monte Palatino, a mesma que fora de Marco Antônio, presenteada a ele e a Marco Vipsânio Agripa por Augusto. Uma inscrição revela Corvino como proprietário dos famosos Jardins de Lúculo (em latim: "Horti Luculliani"), no monte Píncio, onde hoje estão os jardins da Villa Borghese.
O Casal Rotondo, um túmulo cilíndrico perto do sexto marco miliário da via Ápia, é geralmente identificado como sendo o túmulo de Corvino, o que é discutido nas fontes. Corvino também aparece numa inscrição como sendo um dos três amigos de Caio Céstio responsáveis por erigir as estátuas que antigamente adornavam a famosa Pirâmide de Céstio, perto da Porta San Paolo, em Roma.

### Ancestral lendário da realeza húngara
A família húngaro-valáquia de João Corvino (da família dos "Hunyadi") e seu filho, Matias Corvino, rei da Hungria e da Boêmia, alega ser descendente de Corvino. Esta tese baseia no fato de que o próprio Corvino teria sido um grande proprietário de terras nas fronteiras da Panônia e Dácia, o futuro território da Hungria e parte da Romênia, e que seus descendentes continuaram a viver na região pelos 1400 anos seguintes, sendo os "Hunyadi" os descendentes finais da família de Corvino — uma afirmação sem nenhuma base histórica ou documental. A ligação parece ter sido feita pelo biógrafo de Matias, o italiano Antonio Bonfini, profundo conhecedor dos autores clássicos latinos.
Bonfini também deu aos "Hunyadi" o epíteto de "Corvinus", que teria sido dado ao tribuno da plebe Marco Valério Corvo em 349 a.C. quando, no campo de batalha, ele aceitou o desafio para um combate singular proferido por um bárbaro de grande força e estatura. Repentinamente, um corvo teria levantado voo de um tronco, pousado sobre seu elmo e começado a atacar os olhos de seu adversário com tamanha ferocidade que o bárbaro foi cegado e Corvo teria conseguido vencê-lo com facilidade. Como recordação deste evento foi criado o agnome "Corvino" na gente Valéria. Os "Hunyadi" chamavam a si próprios de "Corvinos" e suas moedas foram cunhadas com o símbolo do "corvo com um anel", um símbolo que depois foi aproveitado como brasão das famílias aristocráticas da Polônia aparentadas. Outra consequência é que o triunfo de Marco Valério Messala Corvino sobre os aquitanos é celebrado ainda hoje sobre o frontão do Palácio Krasiński, em Varsóvia.